# Przyducha
Przyducha – znaczne zmniejszenie ilości tlenu rozpuszczonego w wodzie zbiornika wodnego lub jego części. W skrajnym przypadku może prowadzić do masowego wymierania zamieszkujących go organizmów korzystających z tlenu, (m.in. tzw. śnięcie ryb).

## Charakterystyka
Ilość tlenu w wodzie zależna jest od czynników atmosferycznych, w tym od ciśnienia i temperatury. Im wyższa temperatura, tym mniejsza zawartość tlenu w wodzie. Zapotrzebowanie na tlen może być różnorakie w zależności od liczby i gatunków ryb przebywających w danym zbiorniku. Niewłaściwa aeracja, liczba i rodzaj ryb oraz liczba roślin w zbiorniku mogą być przyczyną występowania przyduchy.
Zależność rozpuszczalności tlenu w wodzie od temperatury:
- 0 °C - rozpuszczalność tlenu w wodzie wynosi 14,7 mg/l
- 15 °C - 10,3 mg/l
- 30 °C - 7,8 mg/l

Deficyt tlenowy i objawy duszności u ryb (tzw. "przyducha") może występować również w czasie eutrofizacji, sztucznego nawożenia, dokarmiania, zanieczyszczania zbiornika związkami chemicznymi itp.
Inną przyczyną występowania przyduchy może być długotrwałe zlodowacenie powierzchni zbiornika wodnego wraz z zalegającym go śniegiem, co uniemożliwia fotosyntezę i produkcję tlenu przez rośliny wodne (tzw. "przyducha zimowa").
Zjawisko przyduchy występuje również w przypadku wiosennego lub jesiennego zakwitu wody.

## Objawy
Objawy przyduchy są bardzo charakterystyczne. W początkowym stadium ryby zaczynają okazywać niecierpliwość, wykonują gwałtowne ruchy, by szybko podpływać pod powierzchnię wody i poprzez tzw. "dzióbkowanie" łapać powietrze. Skóra i skrzela bledną, pojawia się "mleczny śluz". Niekiedy następuje wytrzeszcz oczu. Z czasem pojawia się ogólne osłabienie, utrata równowagi, przewracanie się i w końcu następuje śnięcie.

## Skutki przyduchy
Zmiany spowodowane niedoborem tlenu w wodzie powodują u ryb zmniejszenie odporności. Z braku odpowiedniej przemiany materii i zwolnieniu całego cyklu metabolizmu są one narażone na szkodliwe działanie różnych toksycznych związków organicznych i nieorganicznych.